# InitiaDROIT
 (août 2023).
 (juin 2023).
 (juin 2023).
La mise en forme du texte ne suit pas les recommandations de Wikipédia : il faut le « wikifier ».
Les points d'amélioration suivants sont les cas les plus fréquents :
- Les titres sont pré-formatés par le logiciel. Ils ne sont ni en capitales, ni en gras.
- Le texte ne doit pas être écrit en capitales (les noms de famille non plus), ni en gras, ni en italique, ni en « petit »…
- Le gras n'est utilisé que pour surligner le titre de l'article dans l'introduction, une seule fois.
- L'italique est rarement utilisé : mots en langue étrangère, titres d'œuvres, noms de bateaux, etc.
- Les citations ne sont pas en italique mais en corps de texte normal. Elles sont entourées par des guillemets français : « et ».
- Les listes à puces sont à éviter, des paragraphes rédigés étant largement préférés. Les tableaux sont à réserver à la présentation de données structurées (résultats, etc.).
- Les appels de note de bas de page (petits chiffres en exposant, introduits par l'outil «  Source ») sont à placer entre la fin de phrase et le point final[comme ça].
- Les liens internes (vers d'autres articles de Wikipédia) sont à choisir avec parcimonie. Créez des liens vers des articles approfondissant le sujet. Les termes génériques sans rapport avec le sujet sont à éviter, ainsi que les répétitions de liens vers un même terme.
- Les liens externes sont à placer uniquement dans une section « Liens externes », à la fin de l'article. Ces liens sont à choisir avec parcimonie suivant les règles définies. Si un lien sert de source à l'article, son insertion dans le texte est à faire par les notes de bas de page.
- La présentation des références doit suivre les conventions bibliographiques. Il est recommandé d'utiliser les modèles {{Ouvrage}}, {{Chapitre}}, {{Article}}, {{Lien web}} et/ou {{Bibliographie}}. Le mode d'édition visuel peut mettre en forme automatiquement les références.
- Insérer une infobox (cadre d'informations à droite) n'est pas obligatoire pour parachever la mise en page.

Pour une aide détaillée, merci de consulter Aide:Wikification.
Si vous pensez que ces points ont été résolus, vous pouvez retirer ce bandeau et améliorer la mise en forme d'un autre article.
InitiaDROIT est une association française à but non lucratif, apolitique et aconfessionnelle, créée en 2005 et reconnue d'utilité publique,. Elle a pour objet de faire connaître d’une façon générale le « droit vivant », c’est-à-dire le droit appliqué par tout citoyen dans les actes de sa vie civile, familiale et professionnelle. Son rôle est de promouvoir l’initiation au droit des jeunes citoyens et de les impliquer davantage dans la vie sociale et civique au travers d’interventions bénévoles d’avocats dans les établissements scolaires Interventions. Ainsi plus de 1300 avocats bénévoles interviennent essentiellement dans les classes de collèges et de lycées.

## Histoire
InitiaDROIT a été créée au barreau de Paris en 2005. Dès 2008, sous l’impulsion du ministère de l'Éducation nationale, InitiaDROIT a signé une convention tripartite avec ce dernier et le ministère de la justice lui donnant vocation à s’étendre sur l’ensemble du territoire. Cette convention a été renouvelée en 2014, 2018 et 2022.
L' association s’étend progressivement à différents barreaux et compte 35 barreaux. Depuis l'année scolaire 2013/2014, l'action d'InitiaDROIT s'est étendue à de nombreux établissements français à l'étranger grâce à un partenariat établi entre l'association et l'Agence pour l'enseignement français à l'étranger (AEFE),.

## Objectifs et méthodes
Via sa méthode interactive, InitiaDROIT missionne des avocats volontaires pour intervenir sur un thème de droit choisi en amont par les professeurs, en relation avec le programme scolaire. La méthode InitiaDROIT permet de s’emparer d’un sujet et de l'adapter en exemples concrets suivant les attentes du professeur. Les thèmes d'intervention sont mis à jour chaque année pour correspondre aux programmes officiels d'enseignement moral et civique. Chaque avocat bénévole reçoit une formation à la méthode InitiaDROIT et assure a minima deux interventions par an dans les classes,. Les avocats bénévoles d’InitiaDROIT interviennent dans toutes sortes d'établissements (publics, privés sous contrat, centres d’accueil d’élèves en exclusion scolaire temporaire…).
L'association respecte le principe de neutralité inhérent à l'Éducation nationale et est ambassadrice de la Réserve citoyenne de l'éducation nationale. En 2016 puis en 2021 l’association InitiaDROIT a reçu l'agrément national du ministère de l’Education nationale. Les initiatives qu'elle met en place s’insèrent au sein du Parcours citoyen de l'élève.
Depuis 2010 et tous les deux ans, InitiaDROIT organise la « Coupe nationale des élèves citoyens », concours ouvert à toutes les classes de collège et de lycée destinée à promouvoir l'éducation à la citoyenneté et aux valeurs républicaines auprès des jeunes. Le thème choisi est décliné en sept sous-thèmes de la 6ème à la terminale. Chaque classe rédige une copie collective adressée à son Rectorat qui sélectionne alors une copie par niveau. Une seconde sélection nationale permet aux classes rédactrices de présenter leur travail à l’oral lors de la finale à Paris au CESE.

## Interventions
Chaque année, près de 40 000 élèves bénéficient d’interventions des avocats bénévoles d’InitiaDROIT.
Chaque année, InitiaDROIT participe aux journées et semaines dédiées sur les thématiques d’éducation et aussi lors d’événements tragiques.

### Thèmes évoqués en classe
InitiaDROIT aborde des thèmes nombreux et variés lors de ses interventions tels que : les droits et les devoirs de l'enfant, les discriminations, la protection de l'environnement et les risques sanitaires, le harcèlement et les violences, Internet et les réseaux sociaux, le respect de la vie privée et le droit à l'image, la laïcité, la bioéthique et le droit médical...